# Pandžnad
Pandžnad (paňdžábsky ‏پنجند, Pandžnad, ਪੰਜਨਦ, Paňdžnad, urdsky ‏پنجند, Pandžnad, anglicky Panjnad, Punjnad) je řeka v pákistánském Paňdžábu. Její název lze přeložit jako pětiříčí: paňdž = „pět“, nadi = „řeka“. Někdy je považována jen za dolní tok Satladže. Tok řeky od soutoku Satladže a Čanábu k ústí do Indu u Mithankótu je dlouhý 96 km.

## Původ názvu
Pod pěti řekami místní obyvatelstvo rozumí pět hlavních řek celého systému: Satladž, jeho přítoky Bjás a Čanáb a přítoky Čanábu Džihlam a Ráví.

## Vodní režim
Průtok vody si v ničem nezadá s průtokem Indu. Výrazně se zvyšuje v období monzunu od června do srpna.

## Využití
Vodní doprava je možná při velké vodě. Voda se využívá na zavlažování, k čemuž slouží hustá síť zavlažovacích kanálů.